# Flughafen Enontekiö

i7
i11
i13
Der Flughafen Enontekiö (IATA-Code: ENF, ICAO-Code: EFET) ist ein Flughafen im äußersten Nordwesten Finnlands.
Er liegt auf dem Gebiet der Gemeinde Enontekiö westlich des Hauptortes Hetta. Die Rollbahn wurde 1980 angelegt und 1992 auf eine Länge von 2000 m verlängert, das kleine Terminalgebäude wurde 1989 errichtet.
Das Gebiet um Enontekiö ist äußerst dünn besiedelt, der Flughafen dient fast ausschließlich touristischen Zwecken. Linienflüge nach Enontekiö unterhält nur die Fluggesellschaft Finnair. In der Skisaison von März bis Mai fliegt sie den Flughafen von Helsinki aus an. Das Gros des Passagieraufkommens machen jedoch Charterfluggesellschaften aus dem Ausland aus.
Im Jahr 2021 wurde der Flughafen von der Gemeinde Enontekiö übernommen.